# Gekraagd piekhaartonnetje
Het gekraagd piekhaartonnetje (Cercophora mirabilis) is een schimmel uit de familie Neoschizotheciaceae. Hij komt voor op uitwerpselen van koeien.

## Kenmerken
De perithecia zijn verspreid of gegroepeerd in kleine clusters, oppervlakkig tot half-verzonken, met afmetingen van 570-865 x 385-500 μm, en hebben de vorm van een omgekeerde peer. Ze zijn bedekt met dunne, vertakte, bruine haren. De nek van de perithecium is cilindrisch, zwart en voorzien van stevige plukken haar. Het peridium, de buitenste laag van de perithecium, is bruin en opgebouwd uit drie lagen cellen. Binnenin de perithecium zijn hyaliene structuren aanwezig. De parafysen zijn draadvormig. De asci, waarin de sporen worden gevormd, zijn knotsvormig en bevatten acht sporen. De sporen zelf zijn dun, langwerpig en gevuld met olieachtige druppels. Na rijping worden ze bruin en krijgen ze een transversale septum. Aan beide uiteinden van de spore zijn gelatineuze uitsteeksels bevestigd, die kort van aard zijn.

## Verspreiding
In Nederland komt het gekraagd piekhaartonnetje zeldzaam voor.